# David Siegel (sciatore)
David Siegel (Baiersbronn, 28 agosto 1996) è un saltatore con gli sci tedesco.

## Biografia
In Coppa del Mondo ha esordito il 1º gennaio 2016 a Garmisch-Partenkirchen (16º) e lo stesso mese ha preso parte ai Mondiali juniores di Râșnov 2016, vincendo il titolo individuale e quello a squadre. Ha raccolto la prima vittoria, nonché primo podio, nel massimo circuito il 19 gennaio 2019 nella gara a squadre di Zakopane. In carriera non ha preso parte né a rassegne olimpiche né iridate.

## Palmarès

### Mondiali juniores
- 3 medaglie:
  - 2 ori (trampolino normale, gara a squadre a Râșnov 2016)
  - 1 bronzo (gara a squadre mista a Râșnov 2016)

### Coppa del Mondo
- Miglior piazzamento in classifica generale: 34º nel 2019
- 1 podio (a squadre):
  - 1 vittoria

#### Coppa del Mondo - vittorie
| Data            | Località | Nazione | Trampolino                                                                  |
| --------------- | -------- | ------- | --------------------------------------------------------------------------- |
| 19 gennaio 2019 | Zakopane | Polonia | Wielka Krokiew HS134 (con Karl Geiger, Markus Eisenbichler e Stephan Leyhe) |